# Lingua seroa
La lingua seroa è una lingua estinta un tempo parlata nell'Africa sudoccidentale (Repubblica Sudafricana e Lesotho), appartenente alla famiglia delle lingue khoisan.
All'interno della lingua venivano identificati due dialetti principali, chiamati !Gã!nge e ǁKuǁe.
Il nome "Seroa" è un esonimo dalla lingua sotho, significante "lingua dei San", derivato dal nome  "Baroa" (o "Barwa" nella grafia sudafricana), che significa semplicemente "gente dei San".